# Тур ОАЭ
Тур ОАЭ (англ. UAE Tour) — ежегодная шоссейная многодневная велогонка, проходящая в конце февраля начале марта по дорогам ОАЭ.

## История
Гонка появилась в результате объединения двух местных гонок — Тура Абу Даби и Тура Дубая, проводившихся в стране с 2014 года, и сразу вошла в календарь UCI World Tour.
Организаторами являются спортивный совет Абу-Даби (ADSC) и спортивный совет Дубая (DSC) совместно с RCS Sport, проводящей Джиро д’Италия.
Дистанция новой гонки составит семь этапов вместо четырёх-пяти у каждого из её предшественников. В 2019 году маршрут пройдёт из Абу-Даби в Дубай по территориям всех семи эмиратов, а в 2020 в обратном направлении.
Логотип гонки выполнен в виде семиугольника, символизирующего семь эмиратов образующих ОАЭ, и с использованием цветов национального флага.

## Призёры

### Генеральная классификация
| Год  | Победитель          | Второй              | Третий             |
| ---- | ------------------- | ------------------- | ------------------ |
| 2019 | Примож Роглич       | Алехандро Вальверде | Давид Годю         |
| 2020 | Адам Йейтс          | Тадей Погачар       | Алексей Луценко    |
| 2021 | Тадей Погачар       | Адам Йейтс          | Жуан Педру Алмейда |
| 2022 | Тадей Погачар       | Адам Йейтс          | Пельо Бильбао      |
| 2023 | Ремко Эвенепул      | Лукас Плапп         | Адам Йейтс         |
| 2024 | Леннерт Ван Этвельт | Бен О’Коннор        | Пельо Бильбао      |
| 2025 | Тадей Погачар       | Джулио Чикконе      | Пельо Бильбао      |

### Вторичные классификации
| Год  | Очковая      | Молодёжная | Спринтерская    | Командная |
| ---- | ------------ | ---------- | --------------- | --------- |
| 2019 | Элиа Вивиани | Давид Гудю | Степан Курьянов |           |